# レンショウ細胞
レンショウ細胞（レンショウさいぼう、英: Renshaw cell）とは脊髄灰白質に認められる抑制性介在ニューロン(en:interneurons)であり、α運動ニューロン(en:alpha motor neuron)の2つの経路に関与する。
- 最初に、レンショウ細胞は運動根から続くαニューロンの軸索の興奮性側枝を受け取る。
- 次に、レンショウ細胞は抑制性の軸索をαニューロンに送る。

レンショウ細胞の興奮の比率は概して運動ニューロンの興奮の比率に比例し、運動ニューロンの興奮の比率はレンショウ細胞の興奮の比率に反比例する。したがって、レンショウ細胞はα運動ニューロン系のリミッタあるいは律速機としての役目があり、強直性痙攣(en:tetanus)による筋の傷害の防止を補助する。
レンショウ細胞はα運動線維のシナプスに抑制性の神経伝達物質であるグリシンを利用する。ストリキニーネは運動ニューロンのグリシン受容体を遮断することにより運動ニューロンに対する抑制を解除する。これにより全ての運動ニューロンが興奮して筋の協調性が乱れ、強直性痙攣が引き起こされる。この影響が横隔膜まで達すると致命的になりうる。